# Monture d'objectif
Pour les articles homonymes, voir Monture.

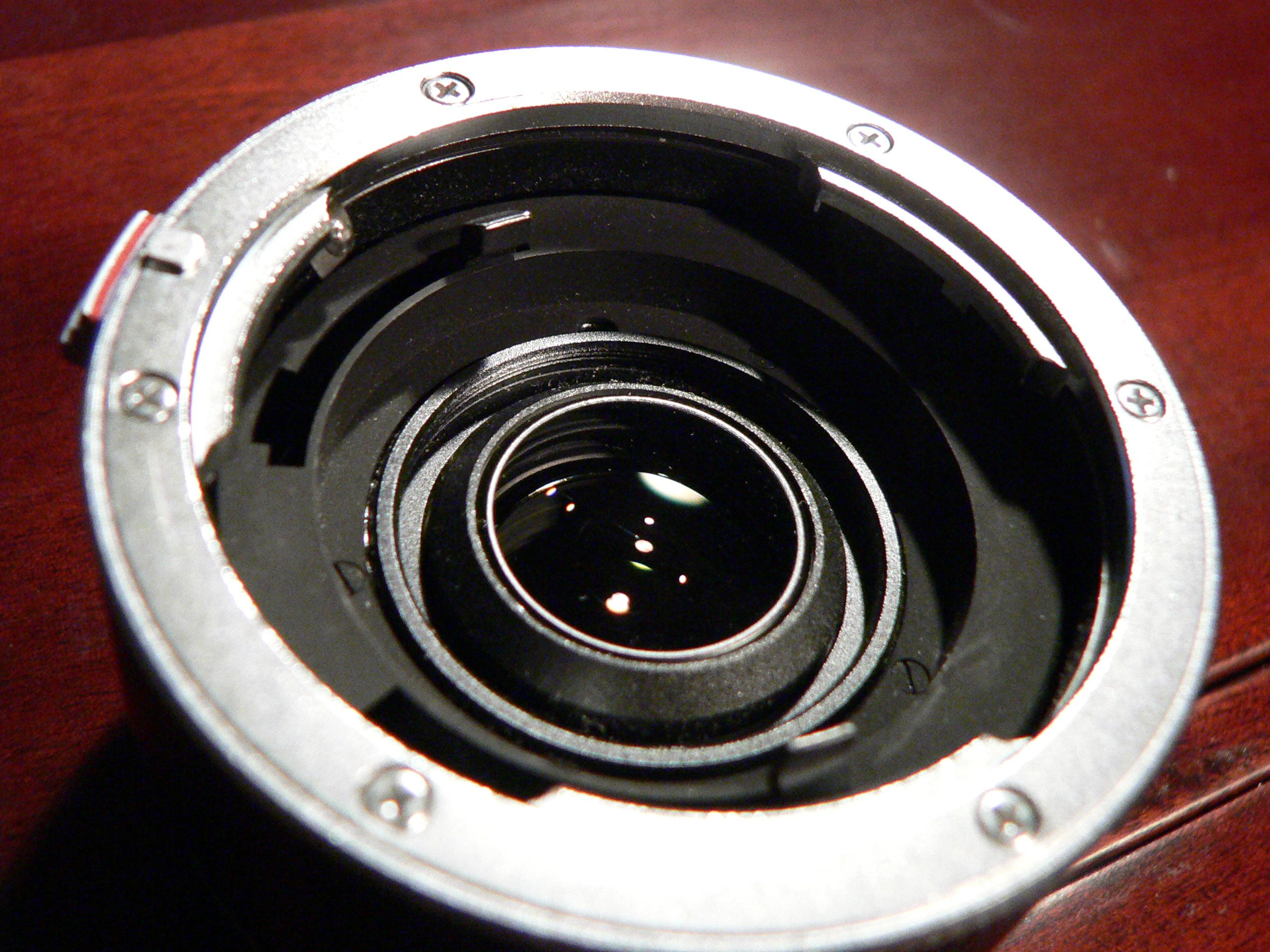
Un multiplicateur de focale Leica R series, avec le côté femelle d'une monture Leica R à baïonnette, comme sur le boîtier de l'appareil

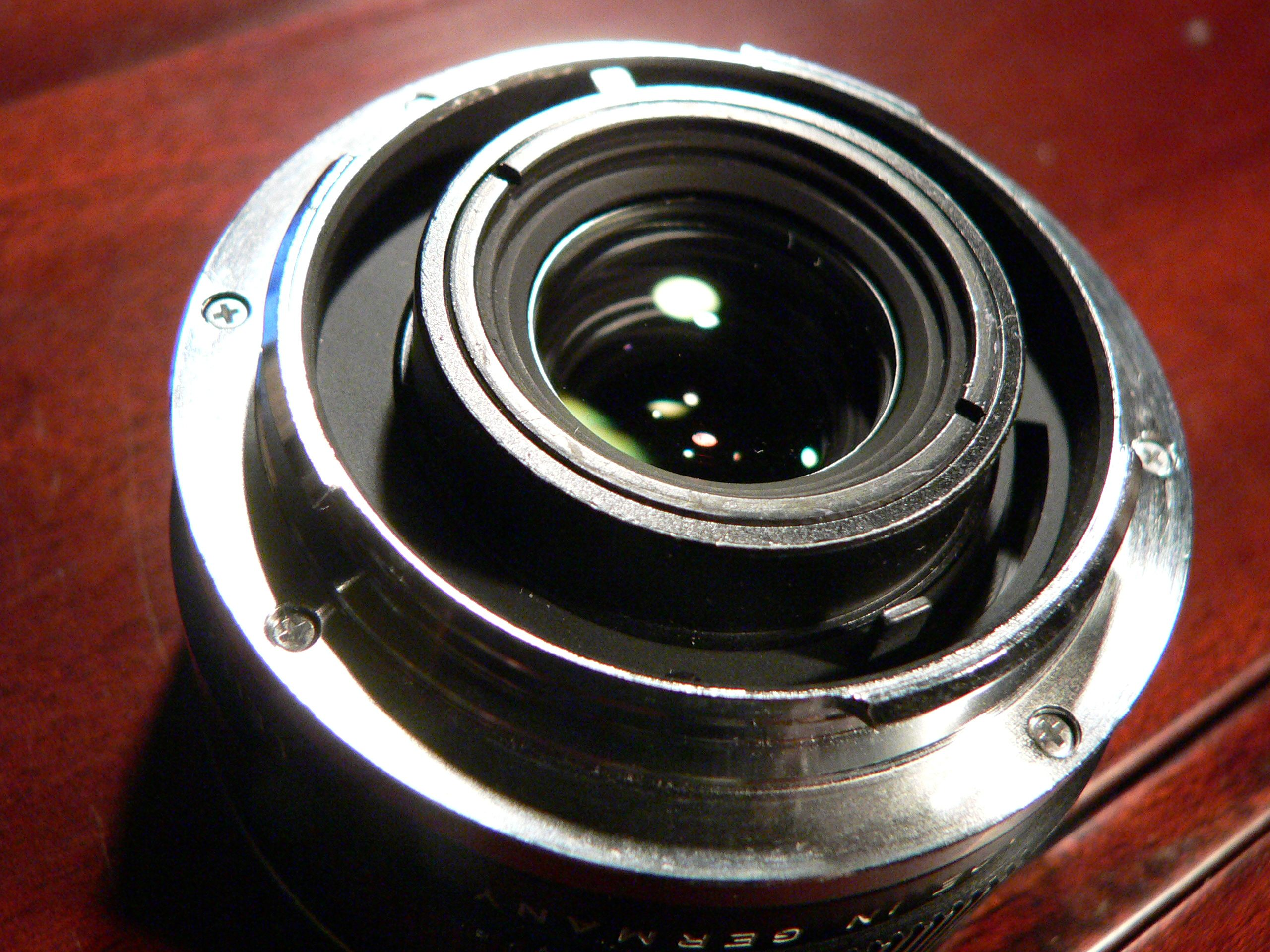
...et le côté mâle.

En photographie et en cinéma, la monture est une interface — mécanique et parfois électronique — entre le corps d'un appareil photographique ou d'une caméra et un objectif. Typiquement, elles équipent les matériels à objectifs interchangeables, comme les reflex mono-objectif ou les caméras du format 16 mm ou supérieur, ainsi que des accessoires comme les multiplicateurs de focale ou les bagues-allonge.
Les montures se caractérisent par leur diamètre, leur tirage mécanique et leur système d'accroche.
La fixation d'une monture peut se faire par vissage, par baïonnette ou par friction (breech-lock).
Le système de vis, comme la monture C, a l'avantage de la simplicité, mais provoque une usure de la face d'appui par frottement, qui fait varier le tirage. Ce système, long à installer, peut également décaler le repère de mise au point. Abandonné pour les caméras film et les appareils photographiques après les années 1960, équipe des caméras vidéo et des instruments de laboratoire.
Les montures modernes sont de type baïonnette, préféré pour sa précision d'alignement (mécanique et électronique) et sa rapidité d'installation. Elles comportent de 2 à 4 ailettes autour de la base de l'objectif, qui s'encastrent sur la face d'appui de l'appareil, où la bonne orientation est souvent assurée par un système de doigt métallique ou une ailette de taille supérieure. Le verrouillage est assuré par un anneau rotatif.
Les montures des différents fabricants de matériel photographique (Nikon, Canon, Contax/Yashica, Pentax, etc.) sont rarement compatibles, pour des questions de fidélisation de l'acheteur mais aussi de différences de conception des appareils comme pour le tirage mécanique.
Les montures destinées aux caméras peuvent être compatibles avec les modèles antérieurs. En 2008, trois modèles dominent : l'Arri PL, la monture Panavision – destinées aux seules caméras Panavision – et la monture Aaton – compatibles avec les précédentes via un intermédiaire.

## Liste de types de montures
| - Canon R (1959) - Canon FL (1964) - Canon FD (1971) - Canon AC (1985) - Canon EF (1987) - Canon EF-S (2003) - Canon EF-M (2012) - Canon RF (2018) - Contax N - Contax/Yashica à baïonnette - Système Four Thirds (2003) - Fujica X à baïonnette (fin années 1970) - Fujifilm X (2011) - Konica originale à baïonnette (1960) - Konica AR 47mm à baïonnette (1965) - Leica M (1954) - Leica R à baïonnette (1964) - Leica L (2014) - M39 (1930) - M42 (1947) - Mamiya à baïonnette - Système Micro Four Thirds (2008) - Minolta MC/MD (1958) - Minolta AF (1985) - Miranda à baïonnette (toutes les caméras Miranda avaient une double monture baïonnette/M44 à vis) | - Nikon 1 (2011) - Nikon F (1959) - Nikon Z (2018) - Olympus OM (1972) - Pentax K (1971) - Samsung NX (2010) - Sigma SA (en) (1992) - Sony E (2010) - Monture T (1962) - Yashica AF - Monture Aaton - Arri à baïonnette - Arri PL - Arri standard - BNCR (en) - Monture C - CA-1 - Monture Panavision - Monture C - Monture CS - Monture S |

## Caractéristiques des montures
Cette liste, qui comprend les montures cinéma et photographie, est classée par tirage mécanique croissant.
| Nom                     | Type d'appareil                                         | Type de monture               | Tirage mécanique       |
| ----------------------- | ------------------------------------------------------- | ----------------------------- | ---------------------- |
| Samsung NX mini         | 1" digital (photographie)                               | baïonnette                    | 6,95 mm                |
| Pentax Q                | 1/2,3", 1/1,7" digital (photographie)                   | baïonnette                    | 9,2 mm                 |
| D                       | 8 mm (cinéma) et vidéosurveillance                      | vis (0,625 pouce × 32 TPI)    | 12,29 mm               |
| CS                      | 16 mm (cinéma) et vidéosurveillance                     | vis (1 pouce × 32 TPI)        | 12,52 mm               |
| Nikon Z                 | 35 mm (photographie)                                    | baïonnette                    | 16 mm                  |
| Nikon 1                 | 1" Nikon CX (photographie)                              | baïonnette                    | 17,05 mm ± 0,05 mm     |
| C                       | 16 mm (cinéma), vidéosurveillance et Microscope optique | vis (1 pouce × 32 TPI)        | 17,526 mm (0,69 pouce) |
| Fujifilm X              | APS-C (photographie)                                    | baïonnette                    | 17,70 mm               |
| Sony E                  | 35 mm (photographie)                                    | baïonnette                    | 18 mm                  |
| Canon EF-M              | APS-C (photographie)                                    | baïonnette                    | 18 mm                  |
| Micro Four Thirds       | 4/3" digital (photographie)                             | baïonnette                    | 19,25 mm               |
| Canon EX                | Caméscope                                               | baïonnette                    | 20 mm                  |
| Canon RF                | 35 mm (photographie)                                    | baïonnette                    | 20 mm                  |
| Leica L                 | 35 mm (photographie)                                    | baïonnette                    | 20 mm                  |
| Bolex                   | 16 mm (cinéma)                                          | baïonnette                    | 23,22 mm               |
| Samsung NX              | APS-C (photographie)                                    | baïonnette                    | 25,5 mm                |
| Leica M à baïonnette    | 35 mm (photographie)                                    | baïonnette                    | 27,80 mm               |
| Canon à vis             | 35 mm (photographie)                                    | vis (M39 × 1 mm)              |                        |
| Leica à vis             | 35 mm (photographie)                                    | vis (M39 × 26 TPI)            | 28,80 mm               |
| Narcissus               | 35 mm (photographie)                                    | vis (M24 × 1 mm)              | 28,80 mm               |
| Olympus Pen F (en)      | 35 mm half-frame (photographie)                         | baïonnette                    | 28,95 mm               |
| Hasselblad Xpan         | 35 mm panoramic (photographie)                          | baïonnette                    | 34,27 mm               |
| Nikon S                 | 35 mm (photographie)                                    | double baïonnette             | 34,85 mm               |
| Four Thirds             | 4/3" digital (photographie)                             | baïonnette                    | 38,67 mm               |
| Aaton universal         | 16 mm (cinéma)                                          | baïonnette                    | 40 mm                  |
| Konica AR               | 35 mm (photographie)                                    | baïonnette                    | 40,50 mm               |
| Canon R                 | 35 mm (photographie)                                    | baïonnette                    | 42 mm                  |
| Canon FL                | 35 mm (photographie)                                    | breech lock                   | 42 mm                  |
| Canon FD                | 35 mm (photographie)                                    | breech lock puis baïonnette   | 42 mm                  |
| Fujica X                | 35 mm (photographie)                                    | baïonnette                    | 43,50 mm               |
| Minolta MC/MD           | 35 mm (photographie)                                    | baïonnette                    | 43,50 mm               |
| Petriflex               | 35 mm (photographie)                                    | baïonnette                    | 43,50 mm               |
| Canon EF                | 35 mm (photographie)                                    | baïonnette                    | 44 mm                  |
| Canon EF-S              | APS-C digital (photographie)                            | baïonnette                    | 44 mm                  |
| Sigma SA                | 35 mm (photographie)                                    | baïonnette                    | 44 mm                  |
| Paxette                 | 35 mm (photographie)                                    | vis (M39 × 1 mm)              | 44 mm                  |
| Minolta AF / Sony A     | 35 mm (photographie)                                    | baïonnette                    | 44,50 mm               |
| Rolleiflex SL35         | 35 mm (photographie)                                    | baïonnette                    | 44,46 mm               |
| Exakta, Topcon          | 35 mm (photographie)                                    | baïonnette                    | 44,7 mm                |
| Pentax K                | 35 mm (photographie)                                    | baïonnette                    | 45,46 mm               |
| monture M42 ou Praktica | 35 mm (photographie)                                    | vis (42 × 1 mm)               | 45,46 mm               |
| Yashica/Contax          | 35 mm (photographie)                                    | baïonnette                    | 45,50 mm               |
| Olympus OM              | 35 mm (photographie)                                    | baïonnette                    | 46 mm                  |
| Nikon F                 | 35 mm (photographie)                                    | baïonnette                    | 46,5 mm                |
| Leica R à baïonnette    | 35 mm (photographie)                                    | baïonnette                    | 47 mm                  |
| Praktina                | 35 mm (photographie)                                    | baïonnette                    | 50 mm                  |
| Arri standard           | 35 mm et 16 mm (cinéma)                                 | baïonnette                    | 52 mm                  |
| Arri baïonnette         | 35 mm et 16 mm (cinéma)                                 | baïonnette                    | 52 mm                  |
| Arri PL                 | 35 mm et 16 mm (cinéma)                                 | baïonnette                    | 52 mm                  |
| T                       | 35 mm (photographie)                                    | vis (M42 × 0,75 mm)           | 55 mm                  |
| Panavision              | 35 mm (cinéma)                                          | baïonnette                    | 57,15 mm               |
| Mamiya 7/7II            | moyen format (photographie)                             | baïonnette                    | ~59 mm                 |
| BNCR                    | 35 mm (cinéma)                                          | baïonnette                    | 61,468 mm              |
| Mamiya 645              | moyen format                                            | baïonnette                    | 63,30 mm               |
| Leitz Visoflex II/III   | 35 mm (photographie)                                    | baïonnette (Leica M)          | 68,80 mm               |
| Pentax 645              | moyen format (photographie)                             | baïonnette                    | 70,87 mm               |
| Pentacon Six            | moyen format (photographie)                             | baïonnette                    | 74,10 mm               |
| Hasselblad              | moyen format (photographie)                             | baïonnette                    | 74,9 mm                |
| Kowa Six/Super 66       | moyen format (photographie)                             | baïonnette                    | 79 mm                  |
| Pentax 6x7              | moyen format (photographie)                             | baïonnette                    | 84,95 mm               |
| Leitz Visoflex I        | 35 mm (photographie)                                    | vis (M39 × 26 TPI)            | 91,30 mm               |
| Bronica S2A             | moyen format (photographie)                             | baïonnette et vis (57 × 1 mm) | 101,7 mm               |
| Rolleiflex SL66         | moyen format (photographie)                             | baïonnette                    | 102,8 mm               |
| Mamiya RZ               | moyen format (photographie)                             | baïonnette                    | 105 mm                 |
| Mamiya RB               | moyen format (photographie)                             | baïonnette                    | 112 mm                 |